# Jékely Zoltán
Jékely Zoltán (Nagyenyed, 1913. április 24. – Budapest, 1982. március 20.) magyar író, költő, műfordító, könyvtáros, Áprily Lajos fia. 2000-ben a Digitális Irodalmi Akadémia posztumusz tagjává választotta.

## Életpályája
Középiskolai tanulmányait szülővárosában, a Bethlen Kollégiumban kezdte, majd a kolozsvári Református Kollégiumban folytatta és Budapesten fejezte be. 1935-ben a budapesti egyetemen szerzett doktori fokozatot magyar irodalomtörténetből, művészettörténetből és művészetfilozófiából. 1935–1941 között az Országos Széchényi Könyvtár könyvtárosa volt, 1941–1944 között a kolozsvári Egyetemi Könyvtárban dolgozott, 1946-ban visszatért a Széchényi Könyvtárba. 1954 után szabadfoglalkozású íróként és műfordítóként dolgozott.
A világirodalom nagyjai közül Jean Cocteau, Dante, Mihai Eminescu, Goethe, Alfred Jarry, Thomas Mann, Racine, Schiller, Shakespeare, Georg Trakl és Lucian Blaga műveit fordította.

## Magánélete
Feleségével, Jancsó Adrienne-nel való házasságukból két gyermekük született. Lányuk Jékely Adrienn, Péterfy László (1936) szobrász felesége, gyermekeik Péterfy Gergely (1966) író és Péterfy Bori (1969) énekesnő.

## Művei

### 1944-ig
- Az erdélyi magyar irodalom kezdetei a háború után és Kuncz Aladár; Sylvester, Bp., 1935
- Éjszakák; Mikes Kelemen Akadémia, Bp., 1936
- Kincskeresők; Franklin, Bp., 1937
- Medárdus; Franklin, Bp., 1938
- Új évezred felé. Versek; Cserépfalvi, Bp., 1939
- Zugliget; Franklin, Bp., 1940
- Mérföldek, esztendők... Versek; Franklin, Bp., 1943
- A házsongárdi föld. Kisregények; Erdélyi Szépmíves Céh, Kolozsvár, 1943
- Angalit és a remeték. Versesdráma; Erdélyi Szépmíves Céh, Kolozsvár, 1944

### 1945–1982
- Minden mulandó; Bolyai, Marosvásárhely, 1946
- Futballisták, 1946 (vers)[2]
- A halászok és a halál. Regényes halászvallomások; Józsa Béla Athenaeum, Kolozsvár, 1947
- Álom. Versek; Egyetemi Ny., Bp., 1948
- Felséges barátom; Magvető, Bp., 1955 (Vidám könyvek)
- Csunyinka álma; fotó Gink Károly; Ifjúsági, Bp., 1955
- A csodálatos utazás; átdolg. Jékely Zoltán; Ifjúsági, Bp., 1956 (Mesemondó kiskönyvtár)
- Tilalmas kert. Versek 1931–1956; Magvető, Bp., 1957
- A fekete vitorlás vagyis Ördögh Artur csodálatos regénye; Magvető, Bp., 1957
- Bécsi bolondjárás. Regény; Magvető, Bp., 1963
- Lidérc-űző; Magvető, Bp., 1964
- Mátyás király juhásza, 1968 (verses mesejáték)
- Fejedelmi vendég, 1968 (dráma)
- Őrjöngő ősz; Magvető, Bp., 1968
- A bíboros, 1969 (dráma)
- Csillagtoronyban. Összegyűjtött versek; Szépirodalmi, Bp., 1969
- Szélördög. Bácskai népmesék; gyűjt. Penavin Olga, átdolg. Jékely Zoltán; Móra–Forum, Bp.–Újvidék, 1971
- Az álom útja. Versek; Szépirodalmi, Bp., 1972
- Isten madara; Szépirodalmi, Bp., 1973 (elbeszélések)
- Szögkirály. Cigány mesék; gyűjt. Sáfár Sándor, feldolg. Jékely Zoltán; Móra, Bp., 1973
- Az idősárkányhoz. Régi és új versek; ill. Kondor Béla; Szépirodalmi, Bp., 1975
- Minden csak jelenés; rézkarc Kondor Béla; Szépirodalmi, Bp., 1977 (Mikrokozmosz füzetek)
- Sárkányhalál Csomaszentgyörgyfalván, 1977 (verses misztériumjáték)
- Csodamalom a Küküllőn. Verses mesék; ill. Gyulai Líviusz; Móra, Bp., 1978
- Angyalfia; Szépirodalmi, Bp., 1978 (novellák)
- Őszvégi intelem; Békés megyei Könyvtár, Békéscsaba, 1979
- Évtizedek hatalma; Magvető–Szépirodalmi, Bp., 1979 (30 év)
- A három törpe. Bolgár népmesék nyomán; ill. Róna Emy; Móra, Bp., 1979 (Óvodások könyvespolca)
- A Bárány Vére; Szépirodalmi, Bp., 1981
- Édes teher. Kisregény és novellák; Szépirodalmi, Bp., 1982

### 1983–
- Az utolsó szál liliomhoz, 1931–1981; vál., szerk. Győri János; Szépirodalmi, Bp., 1983
- Oroszlánok Aquincumban. Színművek, verses játékok; szerk. és az utószót írta Ablonczy László; Magvető, Bp., 1984
- Az utolsó szó keresése; rézkarc Kass János; Helikon, Bp., 1985 (Philobiblon)
- Jékely Zoltán összegyűjtött versei; összegyűjt., sajtó alá rend., utószó Győri János; Magvető, Bp., 1985
- Jékely Zoltán összegyűjtött novellái; összegyűjt., sajtó alá rend., utószó Győri János; Magvető, Bp., 1986
- Sorsvállalás; vál., szöveggond. Győri János; Szépirodalmi, Bp., 1986 (esszék)
- Elefánt-szerelem. Jékely Zoltán válogatott versei; vál., szerk., utószó Lengyel Balázs; Kozmosz Könyvek–Móra, Bp., 1988 (A magyar irodalom gyöngyszemei)
- Jékely Zoltán összegyűjtött versei; összegyűjt., sajtó alá rend., utószó Győri János; 2. bőv. kiad; Magvető, Bp., 1988
- Kirepül a madárka. Négy regény; összeáll., sajtó alá rend., utószó Győri János; Szépirodalmi, Bp., 1989
- Két kard, keresztben; vál., szöveggond. Győri János; Szépirodalmi, Bp., 1993
- Jékely Zoltán válogatott versei; szerk., utószó Lator László; Unikornis, Bp., 1997 (A magyar költészet kincsestára)
- Rigótemetés; vál. Kovács András Ferenc; Kriterion, Bukarest–Kolozsvár, 1998 (Kriterion kincses könyvtár)
- Boszorkányok a Szőlő utcában. Válogatott novellák és elbeszélések; vál., előszó Vallasek Júlia; Mentor, Marosvásárhely, 2002
- Az utolsó szó keresése. Válogatott versek; vál. Kovács András Ferenc; Polis, Kolozsvár, 2003
- Apa és fiú. Áprily Lajos és Jékely Zoltán erdélyi versei; összeáll., bev. Pomogáts Béla; Közdok, Bp., 2004
- Kalotaszegi elégia; előszó, összeáll. Győri János; Kortárs, Bp., 2004
- Hajdani erdélyi tájakon. Jékely Zoltán kiadatlan leveleiből; szerk. Ráduly János; Erdélyi Gondolat, Székelyudvarhely, 2008
- Jékely Zoltán válogatott versei; összeáll., utószó Tandori Dezső; Palatinus, Bp., 2008 (Egy (két) hang)
- Az én országom. Versek Erdélyről; vál., bev. Pomogáts Béla; Pallas-Akadémia, Csíkszereda, 2009
- A három pillangó; átdolg. Edinger Katalin; Csimota, Bp., 2010
- A rakoncátlan kisgida. Áprily Lajos és Jékely Zoltán mesegyűjtései; Holnap, Bp., 2014

## Műfordításai
- Goethe: Ős-Faust (1942)

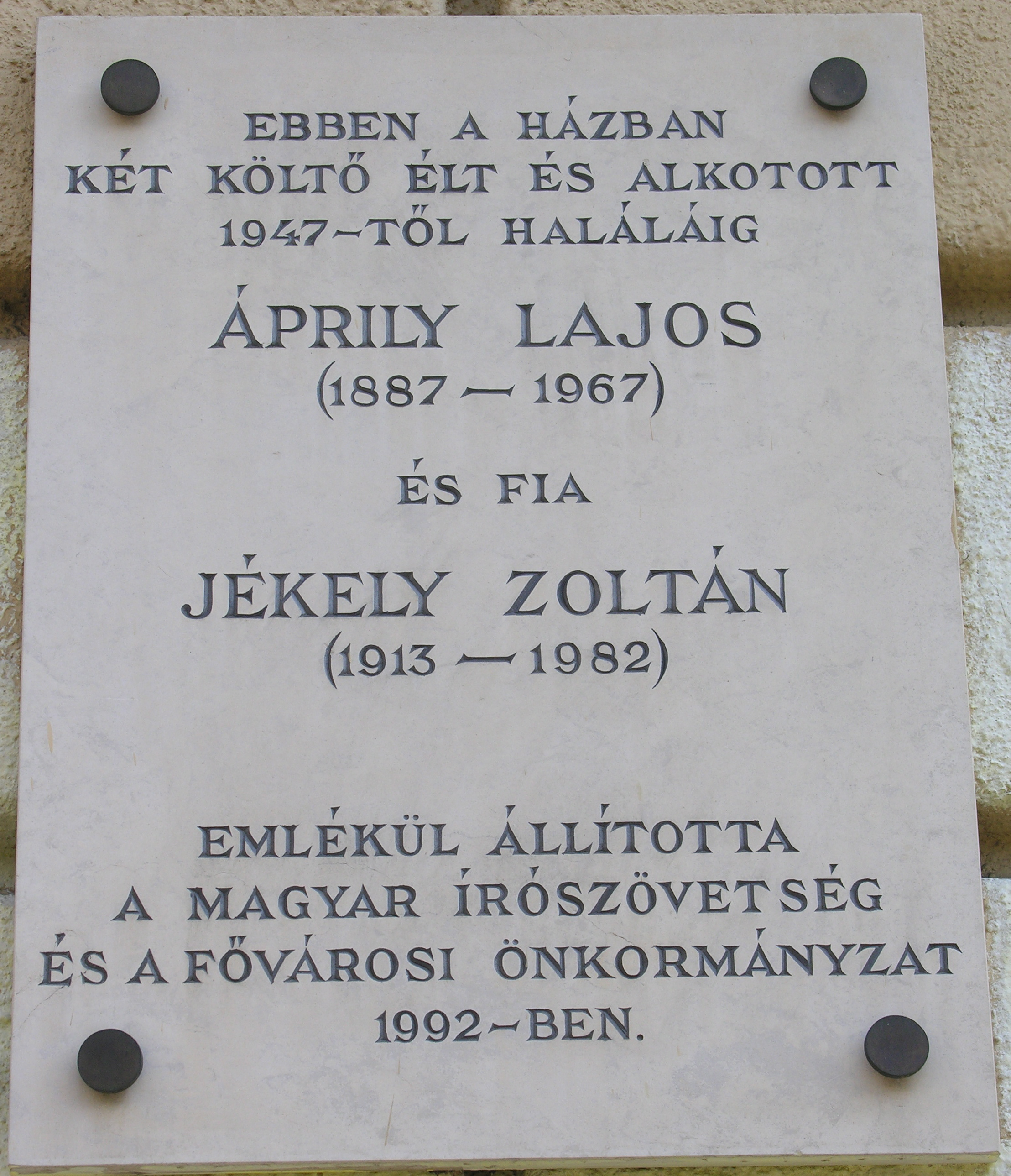
Jékely Zoltán és Áprily Lajos emléktáblája egykori lakhelyükön
Budapest, II. ker., Frankel Leó út 21.

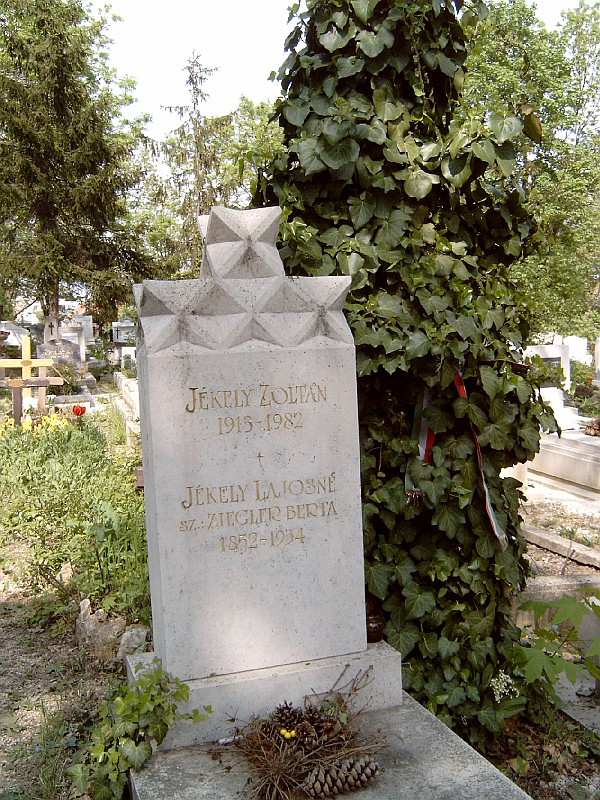
Jékely Zoltán sírja Budapesten. Farkasréti temető: Hv21-1-6.

- Dante Alighieri: Az új élet (1944)
- Victor Eftimiu: Bécsi szerelem (1947)
- Mihai Eminescu: Bolond Kalin (1953)
- Rudyard Kipling: Mesék (1954)
- William Shakespeare: A makrancos hölgy
- Pierre Corneille: A hazug
- P. Ispirescu: A hegyitündér (1955)
- Mark Twain: Koldus és királyfi (1955, 1990)
- R. Kipling: Az elefántkölyök (1956)
- Thomas Mann: A kiválasztott (1957)
- P. Ispirescu: Szegény ember okos leánya (1957)
- George Coșbuc: A pásztorlány (1958)
- G. Coșbuc: Költemények (1958)
- Wilhelm Hauff legszebb meséi (1959)
- Keresztút. Válogatott műfordítások; Európa, Bp., 1959
- Alfredo Panzini: Egy hajdani hajadon (1959)
- Thomas Dekker: Vargák vigassága (1961)
- Arab költők a pogánykortól napjainkig (1961)
- Jean Racine: Testvér-ellenfelek; Eszter[3]
- Honoré de Balzac: La Chanterie-né – A beavatott (1964)
- C. Fry: Nem ritka a főnix (1966)
- Alfred Jarry: Übü király avagy a lengyelek (1966)
- John Donne: Égi és földi szerelem (1967)
- Giovanni Boccaccio: Corbaccio avagy a szerelem útvesztője (1968)
- J. Borel: Rajongás (1968)
- Edmond de Goncourt: A Zemganno testvérek (1969)
- Id. Alexandre Dumas: Húsz év múlva (1970)
- J. Giono: Ennemonde (1970)
- J. A. Barbey D’Aurevilly: A karmazsin függöny (1971)
- R. Kipling: Hogyan lett a sünteknős? (1973)
- J. W. Goethe: Faust, 1. rész (1974)
- M. Eminescu: Szegény Dionis (1975)
- Jean Bodel: A Szent-Miklós-játék / Rutebeuf: Teofil csodája (1984)

## Díjai
- Baumgarten-díj (1939)
- József Attila-díj (1970, 1979)
- A Munka Érdemrend arany fokozata (1973)
- Az Európa Könyvkiadó Nívódíja (1984)
- Kossuth-díj (1990, posztumusz)
- Magyar Örökség díj (1999, posztumusz)